# Estadio Urbano Caldeira
El Estadio Urbano Caldeira, conocido popularmente como Vila Belmiro, es un recinto deportivo propiedad del Santos Futebol Clube, ubicado en el municipio paulista de Santos, Brasil. Se sitúa en la calle Princesa Isabel #77, aproximadamente a 2 km del centro de la ciudad, en el barrio de Vila Belmiro. Tiene capacidad de 16.068 espectadores.
El estadio fue inaugurado el 12 de octubre de 1916, cuando el Santos venció al Ypiranga por 2-1, con Adolpho Millon Jr. anotando el primer gol del estadio. Fue nombrado en honor a Urbano Caldeira, exjugador, entrenador y presidente del Santos, en 1933. Comúnmente conocido como Vila Belmiro debido a su ubicación dentro del barrio homónimo, ha sido la sede del Santos desde 1916. Sin embargo, el equipo utiliza en ocasiones el estadio de Pacaembú de la ciudad de São Paulo para partidos importantes, debido a la baja capacidad de Vila Belmiro.
El estadio sufrió varias ampliaciones y renovaciones en las décadas de 1990 y 2000, sobre todo la renovación de los sistemas de riego y drenaje, la iluminación y la sustitución del campo. La mayor asistencia actual al estadio se registró en 1964, cuando 32 989 espectadores vieron el partido del Campeonato Paulista entre Santos y Corinthians. 
Ha sido sede de numerosos eventos, siendo uno de los más recordados el funeral del futbolista Pelé, quien falleció en 2022.